# 부기맨 2
《부기맨》(영어: Boogeyman 2)은 2007년 공개된 미국의 초자연 공포 영화이다. 《부기맨》(2005)의 속편이다.
2008년 속편 《부기맨 3》이 공개되었다.

## 줄거리
로라와 헨리는 어려서 부모님이 부기맨을 연상시키는 복면의 남자에게 살해되는 모습을 함께 목격한 뒤로 트라우마에 시달린다.
어른이 된 헨리는 집단 치료를 받고 상태가 호전돼 구직을 시작한다. 이후 로라는 같은 집단 치료에 들어가 어둠공포증인 마크, 결벽증인 폴, 피학증인 앨리슨, 광장공포증이며 진지한 관계를 겁내는 대런, 폭식증인 니키를 만난다. 곧 이들은 각자가 앓는 공포증이나 심리 문제와 직접 관련이 있는 방식으로 한 명씩 살해 당한다.
로라는 팀 젠슨과 같은 "부기맨공포증" 환자들이 미첼 앨런에게 가학적인 치료를 받은 뒤 대부분 자살했다는 걸 알게 된다. 앨런은 헨리에게도 옷장 안에 가두는 극단적 방법을 썼는데...

## 출연
- 대니엘 세이브리 - 로라 포터 역
  - 새미 핸래티 - 로라 포터 아역
- 맷 코언 - 헨리 포터 역
- 토빈 벨 - 미첼 앨런 의사 역
- 크리시 그리피스 - 니키 역
- 러네이 오코너 - 제시카 라이언 의사 역
- 마이클 그라지어데이 - 대런 역
- 메이 휘트먼 - 앨리슨 역
- 조니 시먼스 - 폴 역
- 데이비드 갤러거 - 마크 역
- 레슬리 마거리타 - 글로리아, 접수원 역
- 톰 렝크 - 페리 역